# Павло Суботовський
Кузьма Васильович Суботовський, рідше Саббатовський (чернече ім'я Павло; 1771, село Зазим'я, Київська сотня, Київський полк, Малоросійська губернія,  — 7 лютого 1832, Астрахань) — російський та український релігійний та освітній діяч українського походження, ректор Смоленської духовної семінарії, єпископ Слобідськоукраїнський і Харківський, архієпископ Астраханський і Кавказький Відомства православного сповідання Російської імперії.

## Біографія

### Ранні роки (1771—1795)
Батьки майбутнього владики Василь і Агафія були кріпаками Київського Софійського монастиря. Крім Кузьми було ще два старших брата — Яків та Іван. Кузьма в дитинстві пас овець, але в зимовий час ходив до сільської школи, де навчався читати та писати.
По смерті батьків старший брат Кузьми Яків віддав його до родичів — причетника в школу при Києво-Подільській церкві, де Кузьма удосконалився в читанні і письмі. Помітивши в ньому здібності та відмінні успіхи, родичі випрохали префекта Київської академії Димитрія (Устимовича), колишнього настоятеля Братського монастиря, взяти Кузьму до себе в послушники.
Архімандрит Димитрій визначив його у Києво-Могилянську академію, де він і здобув вищу освіту.

### Смоленський період (1795—1816)
1 травня 1795 року Димитрія (Устимовича) призначили Смоленським єпископом. Димитрій забрав з собою Суботовського і призначив його до Смоленської духовної семінарії викладати латинську поетику, історію, географію та вищу риторику.
В Смоленську Кузьма Суботовський взяв чернечий постриг з іменем Павло.
1803 — префект Смоленської семінарії і професор філософії. Тоді ж отримав місце ігумена Смоленського Троїцького монастиря та члена Смоленської консисторії.
1809 Павла обрано ректором Смоленської духовної семінарії й висвячено на архімандрита Смоленського Аврааміївського монастиря. З 1812 — член комісії з відбудови «казенных зданій духовнаго відомства», спалених французькою армією під час війни. 1813 — цензор проповідей, які проголошувалися в Смоленському Успенському соборі.

### Харківський період (1817—1826)
10 лютого 1816 року за указом Синоду Павло виїхав до Санкт-Петербурга «на чреду священнослуженія и проповіди слова Божія», де 18 лютого 1817 його висвячено на єпископа Слобідсько-Українського та Харківського.
За його наказом збудовано новий навчальний корпус Харківської духовної семінарії, архієрейський будинок, що зберігся дотепер і в братському корпусі церкву св. апостола Іоанна Богослова.

### Астраханський період (1826—1832)
З 26 січня 1826 Павло — єпископ Астраханський і Кавказький, з 22 серпня 1826 — архієпископ.
З 6 квітня 1829 року іменувався архієпископом Астраханським і Єнотаєвським.
У цьому сані й помер 7 лютого 1832 року. Поховано в Астраханському Нижньому Успенському соборі.

### Заповіт на будівництво церкви у Зазим'ї
Частину свого капіталу Павло Суботовський заповів на будівництво великого цегельного храму у своєму рідному селі Зазим'ї. 15 березня 1827 року він вніс до фінансового закладу «Московская сохранная казна» 12000 рублів асигнаціями, або ж 3428,57 рублів сріблом.
Воскресенську церкву було збудовано у 1863—1865 роках.